# Bronisław Konieczny
Bronisław Stanisław Konieczny (ur. 23 września 1896 w Skrzydlnej, zm. 18 stycznia 1973 w Szczyrzycu) – kapitan Wojska Polskiego, autor pamiętników.

## Życiorys
Bronisław Konieczny urodził się w Skrzydlnej koło Limanowej. Terminował na ślusarza w Kalwarii Zebrzydowskiej. Po wybuchu I wojny światowej zapisał się do drużyny strzeleckiej; w październiku 1914 roku drużyna miała zostać włączona do Legionu Wschodniego, ale w ramach redukcji stanu liczbowego Legionu młodszych kandydatów, w tym Koniecznego, odesłano. 11 lutego 1915 został wcielony do cesarskiej i królewskiej armii i przydzielony do c. i k. 20 pułku piechoty. W szeregach tego pułku, a następnie 1 batalionu saperów z Ołomuńca wziął udział w walkach na froncie włoskim, gdzie został trzykrotnie ranny. W 1917 został wysłany na kurs minerski w Mauthern w Austrii, następnie został tam instruktorem. Zastał go tam koniec wojny.
Po demobilizacji armii austriackiej wstąpił do żandarmerii. Służył w Skrzydlnej; awansowany do stopnia starszego żandarma przeniesiony do Ujanowic. 20 września 1919 został zmobilizowany do Żandarmerii Polowej (przyfrontowej) i wysłany na front do Mińska Litewskiego, z przydziałem do plutonu kolejowego przy 9 Dywizji Piechoty. W sierpniu 1920 wraz z 232 Ochotniczym pułkiem piechoty walczył w Puszczy Białej. Po zawieszeniu broni przydzielony do 12 szwadronu żandarmerii polowej. Następne w 9 dywizjonie żandarmerii na stanowisku dowódcy plutonu żandarmerii w Kobryniu.
W 1925 przyjęty do Oficerskiej Szkoły Administracji Funkcyjnej dla Podoficerów w Krakowie. 15 lipca 1927 został mianowany podporucznikiem ze starszeństwem z dniem 15 lipca 1927 i 2. lokatą w korpusie oficerów administracyjnych, dział gospodarczy oraz wcielony do kadry oficerów piechoty z jednoczesnym przydziałem do Powiatowej Komendy Uzupełnień Wierzbnik na stanowisko referenta.
14 kwietnia 1928 zawarł związek małżeński z Marią Gębikówną; mieli czworo dzieci: Jadwigę, Leszka, Zygmunta i Annę.
W lipcu 1929 awansował na porucznika. Od lipca 1930 przydzielony do 8 pułku artylerii lekkiej w Płocku jako oficer płatnik. Z dniem 15 sierpnia 1933 został wcielony do korpusu oficerów intendentów z zachowaniem stopnia i starszeństwa. W czerwcu 1934 został przeniesiony do 2 dywizjonu pociągów pancernych w Niepołomicach na stanowisko płatnika. W niepołomickim dywizjonie pełnił służbę do czasu mobilizacji. W marcu 1939 został awansowany na kapitana w korpusie oficerów intendentów. Był wówczas oficerem gospodarczym dywizjonu.
W kampanii wrześniowej dowodził kolejowym transportem ewakuacyjnym 2 dywizjonu. Transport ten został rozbity razem ze Szkolnym Pociągiem Pancernym 10 września. 17 września przebywał blisko granicy wschodniej, w okolicach Tarnopola. Wycofując się z tego rejonu, uniknął zatrzymania przez oddziały sowieckie i bojówki komunistyczne.
Po powrocie do Szczyrzyca został aresztowany przez władze okupacyjne i trafił do niewoli niemieckiej. Wojnę spędził w obozach jenieckich: punkt zborny Kraków-Dąbie (1939), Oflag IV C Colditz (1940), Oflag II A Prenzlau (1940), Oflag II E Neubrandenburg (1941), Oflag II D Gross-Born (1944).
1 lutego 1945 opuścił obóz, wracając do Szczyrzyca. W maju został przyjęty do Wojska Polskiego i wyznaczony na szefa administracji w Dowództwie Okręgu Wojskowego Warszawa, a wkrótce potem zastępcy dowódcy 56 pułku piechoty w Krakowie. We wrześniu 1945, na własną prośbę, został zwolniony z czynnej służby wojskowej.
Jego pamiętniki, których pisanie rozpoczął w obozie jenieckim, zostały pośmiertnie opublikowane w Mój wrzesień 1939: Pamiętnik z kampanii wrześniowej spisany w obozie jenieckim (1999) i Moje życie w mundurze: czasy narodzin i upadku II Rzeczypospolitej (2005).

## Lata służby Bronisława Koniecznego
- 1915–1918 – amia austriacka
- 1918–1925 – służba w żandarmerii
- 1925–1927 – Szkoła Oficerska w Krakowie
- 1927–1930 – Powiatowa Komenda Uzupełnień Wierzbnik
- 1930–1934 – Płock – 8 Płocki pułk artylerii lekkiej
- 1934–1939 – Niepołomice – 2 dywizjon pociągów pancernych
- 1939–1945 – niewola niemiecka
- 1945 – Okręg Wojskowy Warszawa
- IX 1945 – koniec służby wojskowej